# Novo Itacolomi
Novo Itacolomi é um município brasileiro do estado do Paraná.

## História
O distrito de Itacolomy, subordinado a Cambira, fora criado em 30 de julho de 1961, por força da Lei Municipal nº 26, e assim ficou por cerca de trinta anos, até que, em 28 de setembro de 1990, a lei estadual nº 9.387 o desmembrou de Cambira e o elevou a município, com o nome de Itacolomi. O nome foi alterado para Nova Itacolomi em 1 de julho de 1992, pela Lei Estadual nº 1.017, de 1 de julho de 1992.

## Geografia
Possui uma área de 162,163 km² representando 0,0814 % do estado, 0,0288 % da região e 0,0019 % de todo o território brasileiro. Localiza-se a uma latitude 23°45'50" sul e a uma longitude 51°30'25" oeste. Sua população estimada em 2005 era de 2.506 habitantes.[carece de fontes?]

### Demografia
Dados do Censo - 2000
População total: 2.866
- Urbana: 1.258
- Rural: 1.608
- Homens: 1.516
- Mulheres: 1.350

Índice de Desenvolvimento Humano (IDH-M): 0,706
- IDH-M Renda: 0,590
- IDH-M Longevidade: 0,738
- IDH-M Educação: 0,791

Fonte: Censo 2010